# Venera 10
Venera 10 (ru. Венера-10) (oznaka proizvođača: 4V-1 No. 661) je bila sovjetska svemirska letjelica za istraživanje Venere. Sastojala se od orbitera i landera. Lansirana je 14. lipnja 1975. u 03:00:31 UTC te je imala masu od 5 033 kilograma.

## Orbiter
Orbiter se sastojao od cilindra s dva krila od solarnih ploča i uskovalne parabolične HGA antene pričvršćene na zakrivljenu površinu. Jedinica oblika zvona koja je sadržavala pogonske sustave je bila pričvršćena na dno cilindra, a postavljena na vrh je bila kapsula promjera 2.4 metra koja je sadržavala lander.
Orbiter je ušao u orbitu Venere 23. listopada 1975. godine. Njegova misija je bila da djeluje kao komunikacijski relej landera te da istraži slojeve oblaka i atmosferske parametre s nekoliko instrumenata i eksperimenata.

### Popis instrumenata i eksperimenata orbitera
- 1.6-2.8 μm IR spektrometar
- 8-28 μm IR radiometar
- 352 nm UV fotometar
- Dva foto-polarimetra (335-800 nm)
- 300-800 nm spektrometar
- Lyman-α H/D spektrometar
- Bistatička radarska kartografija
- CM, DM radio okultacija
- Troosni magnetometar
- 345-380 nm UV kamera
- 355-445 nm kamera
- Šest elektrostatičkih analizatora
- Dvije modulacijske ionske zamke
- Nisko-energetski detektor protona/alfa-zraka
- Nisko-energetski detektor elektrona
- Tri poluvodička brojača
- Dva plinska brojača
- Čerenkov detektor

## Lander
23. listopada 1975. se lander odvojio od orbitera te slijetanje izvedeno uz Sunčevu svjetlost pored zenita, u 05:17 UTC 25. listopada.
Sustav cirkulirajuće tekućine je korišten kako bi se rasporedilo toplinsko opterećenje. Taj sustav, uključujući i predhlađenje prije ulaska, je omogućio funkcioniranje landera 65 minuta nakon slijetanja. Tijekom spuštanja, toplinsko rasterećenje i smanjenje brzine je dosljedno postignuto zaštitnim hemisferskim omotačem, trima padobranima, kočnicom oblika diska koja iskorištava otpor zraka i stišljivim, metalnim sletnim podloškom oblika američke krafne.
Sletio je tri dana nakon Venere 9, unutar radijusa od 150 km oko 15°25′12″ S, 291°30′36″ I, otprilike 2 200 km udaljeno od mjesta slijetanja Venere 9. Venera 10 je izmjerila brzinu površinskog vjetra od 3.5 m/s. Također su se mjerili atmosferski tlak na raznim visinama, površinska temperatura i razine površinskog osvjetljenja. Venera 10 je bila druga sonda koja je poslala crno-bijele televizijske slike površine Venere (nakon Venere 9). Fotografije Venere 10 su prikazivale magmatske stijene oblika palačinke i ostalo kamenje oštećeno vremenskim prilika između njih. Planirana panorama od 360 stupnjeva nije mogla biti fotografirana zato što poklopci dviju kamera nisu uspjeli otpasti pa su time ograničili fotografije na 180 stupnjeva. Isti kvar se pojavio i na Veneri 9.

### Teret landera[3]
- Senzori temperature i pritiska
- Brzinomjer
- Vidljivi/IR fotometar - IOV-75
- Nefelometar povratnog raspršenja i više-kutni nefelometar - MNV-75
- P-11 Maseni spektrometar - MAV-75
- Panoramski telefotometri (dva, sa svjetiljkama)
- Anemometar - ISV-75
- Spektrometar gama-zraka - GS-12V
- Denzitometar gama-zraka - RP-75
- Radio Doppler eksperiment

## Vanjske poveznice
- NASA: Istraživanje Sunčevog sustava - Venera 10  Arhivirana inačica izvorne stranice od 26. prosinca 2014. (Wayback Machine)
- RussianSpaceWeb.com: Venera 9 i 10